# Vila Soeiro do Chão
Vila Soeiro do Chão é uma localidade portuguesa do Município de Fornos de Algodres, na antiga província da Beira Alta, região do Centro e sub-região da Serra da Estrela, que foi sede da extinta Freguesia de Vila Soeiro do Chão, freguesia que tinha 4,47 km² de área e 179 habitantes (2011), e, por isso, uma densidade populacional de 40 hab/km².
A Freguesia de Vila Soeiro do Chão foi extinta em 2013, no âmbito de uma reforma administrativa nacional, para, em conjunto com as Freguesias de Juncais e Vila Ruiva, formar uma nova freguesia denominada União das Freguesias de Juncais, Vila Ruiva e Vila Soeiro do Chão com a sede em Juncais.

## População
★ Freguesia criada pelo decreto-lei nº 37.122, de 28/10/1948, com lugares desanexados da freguesia de Juncais
| 1950 | 1960 | 1970 | 1981 | 1991 | 2001 | 2011 |
| 471  | 397  | 328  | 244  | 291  | 237  | 179  |

Grupos etários em 2001 e 2011

|     | 0-14 anos | 15-24 anos | 25-64 anos | 65 e + anos |
| Hab | 35 \| 16  | 29 \| 17   | 100 \| 74  | 73 \| 72    |
| Var | -54%      | -41%       | -26%       | -1%         |